# Dyke Mountain
Dyke Mountain är ett berg i Antarktis. Det ligger i Östantarktis. Nya Zeeland gör anspråk på området. Toppen på Dyke Mountain är 1 043 meter över havet.
Terrängen runt Dyke Mountain är kuperad åt sydost, men åt nordväst är den bergig. Trakten är obefolkad. Det finns inga samhällen i närheten. 